# Premios Leo
El premio Leo es un premio anual concedido por la Fundación de Artes y Ciencias Cinematográficas de la Columbia Británica. Los premios son otorgados en reconocimiento a la excelencia del cine y la televisión que tienen lugar en la Columbia Británica y fueron fundados en 1999.

## Historia
Los Premios Leo se crearon para dar reconocimientos a los trabajos de las personas relacionadas con la industria del cine y la televisión, puesto a que éste es la principal actividad económica de la región, generando más de 20 000 empleos y más de 3 mil millones de dólares canadienses en actividad económica.

## Premios
Los premios son otorgadas a las películas o series que se han estrenado en el año calendario anterior. El año 2010, los premios se entregaban en 75 categorías. Las categorías principales son cine, película de televisión, cortometrajes de drama, series de drama, largometraje de un documental, cortometraje de un documental, serie documental, serie de estilo de vida o telerrealidad, serie de comedia, serie de animación, serie infantil, serie web y video musical.